# Histoire des Juifs à Opole
Les Juifs ont vécu à Oppeln (Opole) depuis le Moyen Âge, alternant périodes de prospérité, pogroms et expulsions jusqu'en 1565, date à laquelle ils sont définitivement expulsés de la ville. Ils ne retourneront à Oppeln qu'au XVIIIe siècle.
Au XIXe et au début du XXe siècle, la communauté juive est florissante et bien intégrée parmi la population locale aussi bien économiquement, socialement que politiquement. L'arrivée au pouvoir du nazisme verra une partie de la communauté juive émigrer vers l'Europe de l'Ouest, la Palestine ou les États-Unis. Ceux qui resteront seront à quelques exceptions près assassinés pendant la Shoah.
Opole (en allemand: Oppeln) est une ville du sud de la Pologne, capitale historique de la Haute-Silésie. Sous le nom d'Oppeln, elle est autrichienne depuis 1532, prussienne à partir de 1740, puis allemande jusqu'à la fin de la Seconde Guerre mondiale. En 1945, à la suite de la conférence de Potsdam, elle est attribuée à la Pologne et reprend son nom polonais d'Opole. La population d'origine allemande majoritaire dans la ville en est expulsée et est remplacée par des Polonais originaires des territoires de l'Est annexés par l'URSS.    

## Histoire des Juifs et de la communauté juive d'Opole

### Au Moyen Âge
Malgré l'absence de documents, il est probable que des Juifs sont déjà présents à Oppeln (Opole) avant que la ville ne soit établie entre les années 1211 et 1217.
Au milieu du XIVe siècle, la peste noire se répand en Silésie et les habitants cherchant un bouc émissaire, accusent les Juifs d'avoir empoisonné les puits. Il s'ensuit un pogrom sanglant dans la ville en 1349, décimant la petite communauté juive. Les Juifs devaient posséder une école à Oppeln. 
Une autre référence historique datant de 1396 confirme la présence juive dans la ville: le prince Bolko IV vend une maison située près du cimetière de la Sainte-Croix, qui avait appartenu à un Juif dénommé Izaak.
Au début du XVe siècle, la plupart des résidents juifs d'Oppeln, vivent du commerce et du prêt sur gage aux princes, le droit canonique interdisant aux Chrétiens le prêt à intérêt. Ceci est confirmé par un document de 1426 indiquant que le prince Bolko IV doit à deux frères juifs d'Opole, Mosze et Dawid les sommes de 40 et de 124 grivna respectivement,.
En 1427, le frère Bernard du prince Bolko IV permet au Juif Abraham de Ziębice, ainsi qu'à sa famille et tous ses employés de s'installer à Oppeln pour une période de dix ans. C'est le début du retour des Juifs à Oppeln, qui permet l'ouverture d'une école juive dans une maison particulière.
Le centre de la vie juive à Oppeln se trouve alors dans la rue actuelle Św. Wojciecha. En 1451, elle est déjà désignée sous le nom de Judengasse (ruelle des Juifs). On y trouve l'école juive ouverte par acte de privilège du prince Bernard en 1427, et très probablement une synagogue ou une maison de prière. La présence d'un petit cimetière juif dans cette rue n'a jamais pu être confirmée.
Les sermons antijuifs fanatiques du moine franciscain Jean de Capistran, conduisent en 1453 à une vague de pogroms et à l'expulsion des Juifs résidant en Silésie. La même année, Abraham, un Juif, est accusé à Oppeln d'avoir profané une hostie. Après un procès à charge, il est condamné à mort.

### DuXVIesiècle auXVIIIesiècle
De nombreuses références historiques datant du début du XVIe siècle existent sur les Juifs d'Oppeln. Dans les années 1532-1533, de 70 à 90 Juifs soit 8 familles vivent dans la ville, représentant 5,1 % de la population totale de la ville. Ils sont colporteurs, prêteurs sur gage ou artisans. Ils ont une synagogue et une école.
Des documents historiques de 1557 et de 1563, mentionnent deux Juifs, Marek et Natan, dont le métier est d'installer des fenêtres dans le château d'Oppeln,. En 1557, les Juifs d'Oppeln paient 26 florins et 16 groszy de taxes, et en  1564, 24 florins and 32 groszy. Dans les années 1560, le nombre de Juifs à Oppeln est estimé à environ 100 personnes, soit approximativement 5,0 % de la population totale. Des sources de 1563–1564 donnent le nom du premier rabbin d'Oppeln, Benedykt, aussi connu sous le nom de Benedix. En 1562, l'assemblée de la principauté d'Oppeln et de Ratibor (Racibórz) adopte une résolution obligeant les Juifs à vendre leur maison, à payer leurs dettes et à quitter la principauté sous un an, . En 1565, il n'y a donc plus aucun Juif à Opole. Franciszek Idzikowski le confirme quand il indique dans ses écrits : de nombreux Juifs vendent leur maison, toutes situées rue Podgórna. Ces Juifs sont le rabbin Benedykt,  Abraham Baruch, Kokot, Jokel, Murdoch (qui vit en face de la maison Proskowski), Naason, la femme de Samuel (dont la maison est située entre l'école juive et la maison de Bartek Kozel) ainsi que Pinkus,.
En 1566, le registre Urbarium désigne tous ces Juifs comme les expulsés. Les maisons qu'ils n'ont pas réussi à vendre deviennent la propriété de la ville qui les revend peu de temps après,.
Dans la seconde moitié du XVIIe siècle, les Juifs polonais entretiennent des relations commerciales avec les Juifs de Silésie. Les marchands de la République de Pologne participent aux foires de Breslau (Wrocław, Brieg (Brzeg), Neiße (Nysa) et Oppeln (Opole),.
En mai 1713, l'empereur Charles VI promulgue un édit de tolérance (Toleranzpatent) qui permet aux Juifs de s'installer en Silésie contre paiement d'une taxe spéciale de tolérance. Il leur permet de colporter leurs marchandises dans toute la Silésie, à l'exception des villes de Neustadt, (Prudnik), Leobschütz (Głubczyce), Ratibor (Racibórz), Kosel (Koźle), Neiße (Nysa) et Oppeln (Opole). Si malgré l'interdiction, certains marchands juifs essayent de vendre leur marchandise dans une de ces villes, leur marchandise leur sera confisquer. Toutefois, les marchands juifs arrivèrent à contourner l'interdit en s'installant dans les faubourgs des villes où ils purent vendre librement leurs produits.
Pendant la première guerre de Silésie en 1742, la majorité de la Silésie à l'exception de la Silésie de Teschen et du duché de Troppau est incorporée au royaume de Prusse. En décembre 1746, les autorités prussiennes forcent le conseil municipal d'Oppeln à autoriser le Juif de Prague Issac Elias Haber à s'installer dans la ville avec sa famille et ses serviteurs. Issac Elias Haber quittera la ville en 1750 à la suite de la faillite de ses affaires.
Pendant la guerre de Sept Ans (1756-1763), la Prusse doit faire face à une situation économique extrêmement difficile. Afin d'atténuer les conséquences de cette crise, les autorités prussiennes accordent des privilèges spéciaux aux fabricants et entrepreneurs juifs. Réservés à un très petit nombre de personnes, ils permettent d'obtenir le soi-disant droit à naturalisation (Naturalisationspatent). En 1761, deux familles juives de commerçant sautent sur l'opportunité et s'installent à Oppeln. En 1765, le marchand juif Marcus Pinkus ouvre un atelier de semelles de cuir qui emploie quatre personnes. En 1766, quinze Juifs vivent dans la ville.  Entre 1766 et 1807, le nombre de Juifs à Oppeln passe de 15 à 30. Parmi eux, des grossistes en épices, herbes et tabac . La communauté juive d'Oppeln ouvre sa propre école et une maison de prière dans une maison privée louée. La petite communauté d'Oppeln dépend de la communauté juive de Zülz (Biała Prudnicka), ville distante d'une quarantaine de kilomètres, où ils enterrent leurs morts.
Le 3 aout 1781, l'administration de Breslau (Wrocław) promulgue un règlement concernant l'installation des Juifs dans les villes de Haute-Silésie. Les villes où l'ancien privilège impérial de non tolerandis Judaeis (interdiction aux Juifs) est toujours en vigueur, ne sont pas obligées d'accepter les Juifs. Ce sont principalement les villes de Falkenberg (Niemodlin), Oberglogau (Głogówek), Leobschütz (Głubczyce), Neustad (Prudnik), Ratibor (Racibórz) et Tarnowitz (Tarnowskie Góry). Quant aux villes n'ayant pas ce privilège comme Pitschen (Byczyna) ou Oppeln (Opole), un nombre limité de résidents juifs sont autorisés maintenant à commercer. Dans toutes les autres villes, comme à Gleiwitz (Gliwice), les Juifs peuvent exercer leurs affaires librement à l'exception du négoce des épices et de la ferronnerie. Les interdictions concernant certains métiers pour les Juifs sont précisées en septembre de la même année.

### DuXIXesiècle à l'avènement du nazisme
En 1807, huit familles juives, représentant 31 personnes vivent à Oppeln. En 1811, sur un total de 3 339 résidents, 43 sont juifs soit 1,3 %.
À la suite de l'Édit d'émancipation entré en vigueur en 1812, la communauté juive d'Oppeln devient la même année indépendante avec 48 membres. Peu de temps après, elle décide de fonder son propre cimetière et en obtient l'autorisation en juillet 1816. Le cimetière est installé en dehors de la ville, dans le village de Königlich Neudorf (Nowa Wieś Królewska), sur un terrain acquis pour 600 thalers. Gimpel Pozner,un enseignant, qui meurt à l'automne 1821, est le premier à être enterré dans ce cimetière. La Hevra Kaddisha (Société du dernier devoir) est fondée en 1839.
Selon l'historien Władysław Dziewulski, les premiers Juifs sont naturalisés citoyens prussiens le 10 février 1814,. Initialement, la communauté juive d'Oppeln est trop pauvre pour construire sa propre synagogue. De 1812 à 1822, la communauté loue successivement plusieurs salles de prière dans la ville, et en 1827, une salle dans l'ancien monastère franciscain. Elle n'a pas la possibilité d'employer un rabbin, et les offices sont dirigés par les membres de la communauté les plus versés dans les affaires religieuses. C'est à cette période que les Juifs commencent à être légalement acceptés comme citoyens d'Oppeln, leur offrant ainsi le droit de vivre dans la ville. 
En 1822, la communauté juive d'Oppeln obtient l'autorisation d'ouvrir une école primaire juive d'une classe qui fonctionnera jusqu'en 1870.
Les commerces et les entreprises détenus par des Juifs prospèrent, et la communauté juive s'agrandit. En 1824, Marcus Friedlaender (1800–1876) ouvre la brasserie Zamkowy qui sera relocalisé à Pasieka en 1870. Friedlaender devient très riche, et sa femme Julia s'occupe de philanthropie. Pour son action, elle reçoit la plus haute distinction réservée aux femmes en Prusse, l'Ordre de Louise de première classe. En 1828, il y a à Oppeln 213 Juifs et en 1837, leur nombre s'élève à 329 soit 4,8 % des résidents,

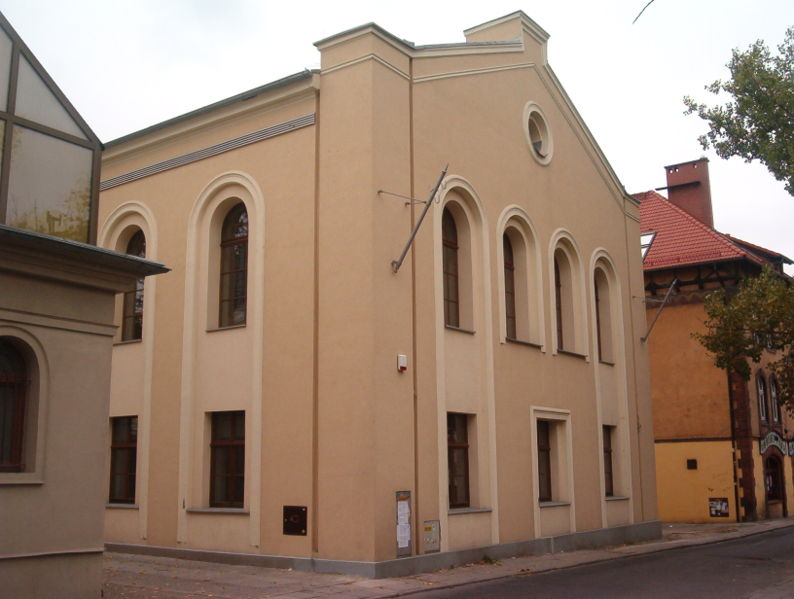
La vieille synagogue d'Opole dans la Spitalstrasse. Siège actuel de la TVP3 Opole

La communauté juive en plein essor construit sa synagogue dans la Spitalstrasse dans les années 1840-1841. Le rabbin libéral Abraham Geiger de Breslau (Wrocław) participe à son inauguration qui se déroule en décembre 1841. C'est un fort symbole de la victoire du judaïsme réformé sur le judaïsme orthodoxe à Oppeln. En 1847, pour la première fois, la communauté embauche un rabbin permanent, le Dr. Solomon Cohn de Zülz (Biała Prudnicka).
En 1852, le nombre de Juifs vivant à Oppeln atteint 533. À la suite de la ratification d'une résolution en 1855, la communauté juive devient une entité légale. Selon ses statuts, elle est dirigée par deux corps élus, le Comité de direction et le Conseil des représentants. En 1853, le Dr. Adolf Wiener est nommé nouveau rabbin d'Oppeln.   
Les années suivantes, la communauté juive prospère. En 1859, Jacob Engel ouvre une usine de cigares et Heymann Pringsheim, propriétaire d'une brasserie construit une cimenterie à Königlich Neudorf  (Nowa Wieś Królewska), qui sera ultérieurement reprise par une société propriété de deux banquiers de Breslau. D'autres entreprises juives voient le jour à Oppeln: des brasseries détenues par Noe Danzinger et Joseph Boronow, la cimenterie détenue par Schottlaender et Giesel; le commerce de vin propriété des frères Guradze-Wolff; la fabrique de liqueur de Salomon Kassel et le magasin d'habits de Samuel Gurassy; Adolf Wittner et Hermann Proskauer vendent des produits importés; Siegfried est dans le commerce du bois; Fritz Friedlaender, de Gleiwitz (Gliwice), y possède des usines de textile.
La population juive obtient la pleine égalité des droits dans la Confédération de l'Allemagne du Nord par une loi promulguée le 3 juillet 1869, et qui restera en vigueur même après l'unification allemande en 1871.
Avec ces nouveaux droits, les Juifs d'Oppeln s'impliquent de plus en plus dans la vie politique, culturelle et sociale de la ville. Lors des élections municipales de 1875 et 1888, le riche brasseur Siegfried Friedlaender est élu bourgmestre d'Oppeln. Julius Pringsheim est conseiller municipal et le 4 novembre 1899, il reçoit le titre de Stadtaeltester der Stadt Oppeln (Doyen de la ville d'Oppeln).
Parmi les professions libérales, l'avocat le plus renommé de la ville est Adolph Jungmann (1859–1920); on trouve aussi les docteurs Bernhard Friedlaender, Freund, Max Troplowitz et Ismar Schlesinger, le dentiste Alfred Heymann et le pharmacien Ernst Muhr. En 1873, parmi les 48 hommes les plus riches d'Oppeln, on compte 18 Juifs. La communauté juive est suffisamment riche pour employer un hazzan (chantre); un enseignant, un shammes (bedeau), un shohet (abatteur rituel) et un portier pour la synagogue.et plus tard un jardinier et une infirmière. 
Bien que le nombre de Juifs à Oppeln croisse régulièrement pendant la seconde moitié du XIXe siècle, leur pourcentage parmi la population totale de la ville décroit graduellement: en 1864, on compte 664 Juifs représentant 6,35 % de tous les résidents. En 1885, pour 764 Juifs, ils ne représentent plus que 4,8 %. En 1900, pour 696 Juifs, leur pourcentage est réduit à 2,3 %.
L'Union des communautés juives de Haute-Silésie, dont Oppeln fait partie, est fondée en 1872. Elle tient une conférence le 23 octobre 1888 au Schüers Hotel. À la suite de discussions animées, l'organisation est transformée en Union des communautés juives du district d'Oppeln. Ses principales missions sont de lutter contre l'antisémitisme, de mettre l'accent sur l'éducation des Juifs de Silésie et de construire des orphelinats juifs.
Le 1er février 1892, le rabbin Adolf Wiener devient le seul habitant juif d'Oppeln à devenir citoyen d'honneur de la ville, prouvant l'importance grandissante de la communauté juive. Les organisations sionistes et le B'nai B'rith sont très actifs politiquement et socialement parmi la population juive de la ville. 

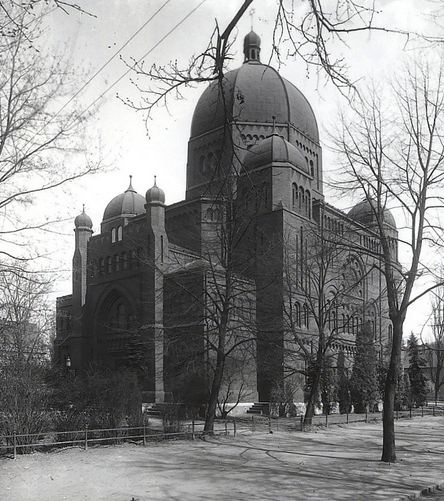
Synagogue de la Hafenstrasse (1897-1938)

Dans les années 1890, la communauté juive décide de construire une nouvelle synagogue. Elle achète un terrain dans la Hafenstrasse (maintenant rue Piastowska). Conçu par l'architecte Felix Henry, sa construction dure de 1893 à 1897. L'ancienne synagogue est vendue aux enchères. La nouvelle synagogue est consacrée en juin 1897 par le rabbin Leo Baeck. Elle se compose d'une grande salle de prière pouvant accueillir 600 fidèles, d'une petite salle de prière pour les jours de semaine, d'une bibliothèque communautaire, d'une salle d'archives, d'une salle de réunion pour le conseil de la communauté et d'une pièce pour conserver les objets liturgiques. Située près du centre de la ville et à une courte distance du château historique, elle prouve la forte position des Juifs d'Oppeln, La même année Leo Baeck est nommé rabbin d'Oppeln et c'est dans cette ville qu'il écrit son livre le plus connu Das Wesen des Judentums (L'essence du hudaïsme). Leo Baeck supporte l'idée que les Juifs allemands doivent s'assimiler et exprime ouvertement son désaccord concernant l'émigration.
En 1906, le brasseur Richard Friedlaender ouvre la cimenterie "Śląsk. En 1908, le complexe métallurgique et sidérurgique Oberschlesische Eisenindustrie A.G.für Bergbau und Hüttenbetrieb qui comprend les usines  Julia de Bobrek, Hermina de Laband (Łabędy), la câblerie  Heinrich Kern & Co, l'usine Baildon de Kattowitz  (Katowice) et l'usine Silesia à Rybnick (Rybnik) appartient à  Oscar Caro, un industriel de Gleiwitz (Gliwice), qui vient de racheter l'atelier de métallurgie situé dans le village de Königshuld (Osowiec Śląski) près d'Oppeln. À la fin de la Première Guerre mondiale, et après la renaissance de l'État polonais, l'attitude de la majorité des Juifs de Haute-Silésie est pro-allemande. Certains décident d'émigrer en Europe de l'Ouest ou aux États-Unis.
Le 20 mars 1921, un plébiscite est organisé en Haute-Silésie sous la supervision d'une commission interalliée dont le quartier général est situé à Oppeln. La majorité de la communauté juive vote en faveur du maintien de la ville dans le giron allemand. Pour la ville d'Oppeln, le résultat est clair: 20 816 votes soit 94,7 % pour rester allemand contre 1 098 votes soit 5,0 % pour devenir polonais. La ville reste donc allemande.
Les trente dernières années de la communauté juive d'Oppeln sont marqués par son affaiblissement graduel. En 1922, pendant la période entre les deux guerres, la population juive d'Oppeln atteint environ 1 000 membres. Cependant dans les années qui vont suivre, de plus en plus de Juifs quittent la ville pour la Palestine ou l'Ouest. Il en résulte qu'en 1930, il n'y a plus que 607 Juifs dans la ville.
Dans la seconde moitié des années 1920, la communauté juive est particulièrement affectée par la crise économique mondiale et fait face à de grosses difficultés pour engager un rabbin et d'autres employés communautaires. Malgré un budget communautaire qui se réduit, la communauté continue d'agir en établissant une école d'hébreu et en donnant le droit de vote et d'éligibilité aux femmes pour les élections communautaires de 1931.

### La période du nazisme
Le 6 mai 1932, un groupe de sportifs juifs d'Oppeln participe à Tatischau (Taciszów) à une importante convention de la jeunesse juive de Haute-Silésie, regroupant environ 250 personnes venant de Gleiwitz (Gliwice), Groß Strehlitz (Strzelce Opolskie), Beuthen (Bytom), Oppeln (Opole), Kosel (Koźle), Hindenburg (Zabrze) et Ratibor (Raciborz). Le temps fort est le discours du rabbin Dr. Ochs concernant la détérioration de la situation de la jeunesse juive en Allemagne. Il exhorte la jeunesse de continuer à poursuivre ses aspirations et de surmonter tous les obstacles. Pendant la convention, les participants ont scandé plusieurs fois Vive l'Allemagne et la convention se termina par l'hymne national Deutschland, Deutschland über alles.
Au début de l'année 1933, la communauté juive achète un terrain de 11 000 mètres carrés dans le nouveau cimetière communal d'Oppeln dans l'intention d'en faire un nouveau cimetière juif. Malgré les plans déjà établis, sa réalisation n'aura jamais lieu. La communauté revend une partie du terrain à la ville en 1936 et le reste en 1939.
Comme partout ailleurs en Allemagne, un boycott anti-juif commence le samedi 1er avril 1933 à Oppeln. Quelques magasins juifs sont aussi pillés..En 1936, il reste 453 Juifs à Oppeln.
Á Oppeln, lors de la nuit de Cristal, du 9 au 10 novembre 1938, les nazis forcent le rabbin Hans Hirschberg à mettre le feu à la synagogue de la Hafenstrasse (maintenant rue Piastowska). Les pompiers n'interviennent pas pour éteindre l'incendie, se contentant d'empêcher le feu de se propager aux maisons voisines. Pendant cette nuit, des commerces et des habitations appartenant à des Juifs sont pillés et saccagés. Treize Juifs sont arrêtés.
À la suite de ces évènements, de nombreux Juifs cherchent refuge au consulat de la République de Pologne. La démolition de la synagogue en ruine dure jusqu'en avril 1939. Le pogrom conduit à une augmentation de l'immigration des Juifs vers l'Europe de l'Ouest ou les États-Unis. Le dernier rabbin d'Oppeln, Hans Hirschberg, quitte la ville en février 1939. Á cette date, il reste encore 280 Juifs vivant à Oppeln.
La déportation des habitants juifs d'Oppeln débute le 13 novembre 1942. Ce jour-là, le convoi No.XVIII/1 déporte 56 Juifs d'Oppeln (Opole); Leobschütz (Głubczyce) et Beuthen (Bytom) au ghetto de Theresienstadt.
Le 11 décembre 1942, 53 Juifs du district d'Oppeln, d'Oberglogau (Głogówek) et Ratibor (Racibórz) et probablement aussi de Peiskretscham (Pyskowice) et d'Oppeln (Opole), sont envoyés au ghetto de Theresienstadt par le convoi, No. XVIII/4. Seuls 7 personnes survivront à la déportation .
Le cinquième convoi No. XVIII/5 transportant. d'après les dossiers du  C.V. Oberschlesien, 46 Juifs de Rosenberg (Olesno), Oppeln (Opole), Ratibor (Racibórz) et Leobschütz (Głubczyce) part le 21 avril 1943 pour Theresienstadt. Il y aura onze survivants.
Les derniers Juifs d'Oppeln et cinq Juifs de Ratibor sont déportés à Theresienstadt le 30 juin 1943 par le sixième convoi. Une des victimes est Harry Wolf, le dernier représentant de la communauté juive d'Oppeln qui sera gazé le 19 octobre 1944 au camp d'extermination d'Auschwitz-Birkenau,,.
Neuf femmes juives, dont certaines d'Oppeln, sont envoyées au camp de Theresienstadt dans un convoi qui quitte le district d'Oppeln le 20 janvier 1944. Trois femmes d'Oppeln survivront.
La plupart des Juifs conduits au camp de Theresienstadt sont par la suite envoyés au camp d'extermination d'Auschwitz-Birkenau où ils sont assassinés dans des chambres à gaz.
Après la Seconde Guerre mondiale, un groupe important de Juifs survivants s'installent provisoirement dans la ville qui a pris le nom polonais d'Opole et d'où tous les Allemands ont été expulsés, La très grande majorité émigrera soit vers Israël soit vers les États-Unis. La communauté juive ne sera pas reconstruite..